# Körösök
Az összefoglalóan Körösök (románul: Criș, németül: Kreisch, latinul: Crisius) néven ismert folyók teljes hossza 741,3 km, Romániában, Erdélyben erednek és egyesülésük után 200 kilométerrel Magyarország területén a Tiszába vezetik vizüket.
A Körösök vízgyűjtő-területe mintegy 27 537 km², ennek 53%-a Romániában, Erdélyben van. A Magyarországon lévő 47% a Tiszántúl nagy részét magában foglalja. Ezt a vidéket a 18-19. századi folyószabályozások előtt a kanyargós, lassú, egymásba sok helyen átkötő, mocsárvilágba vesző, majd onnan újra előbukkanó folyóágak szövevénye jellemezte. A térségben nagy volt az árvízi veszélyeztetettség, a mezőgazdasági termelés bizonytalansága, kicsi volt a termőterület, nehezek voltak a közlekedési viszonyok.
A Körösök névvel illetett folyók:
- Kettős-Körös teljes hossza: 37,3 km.
  - Fehér-Körös teljes hossza: 235,7 km, ebből a magyarországi szakaszának hossza 9,8 km.
  - Fekete-Körös teljes hossza: 168 km, ebből a magyarországi szakaszának hossza 20,5 km.
- Sebes-Körös teljes hossza: 209 km, ebből a magyarországi szakaszának hossza 58,6 km.
- Hármas-Körös teljes hossza: 91,3 km.

## Etimológia
Czuczor Gergely és Fogarasi János álláspontja a Körösök elnevezésével kapcsolatban: „Folyóvizek nevei a Tiszántuli kerületben, melyek igen kanyargós folyásaiktól vették neveiket.”
A Körös elnevezés latin és görög nyelvhez hajlított alakja a népvándorlás idején bukkant fel: Gresia (Ravennai Névtelen Geográfus), Grisia (Iordanes), Kriszosz (VII. Kónsztantinosz bizánci császár). Kniezsa István szerint e név egy régi, talán még a római idők előtti Krisus szóalak fejleménye. Az átadó nyelv pedig szerinte a szláv volt.

## Fehér-Körös
A Fehér-Körös folyó Romániában az Erdélyi-érchegységben ered, majd a Fekete-Körössel történő összefolyása után Kettős-Körös néven folyik tovább. Teljes hossza: 235,7 km, ebből a magyarországi szakaszának hossza 9,8 km
- A meder átlagos esése: 7 cm/km
- A víz átlagos sebessége: 0,6-1,1 km/óra
- A meder átlagos szélessége: 15 m
- A víz átlagos mélysége: 0,8–2,5 m

## Fekete-Körös
Hossza román területen eléri a 147,5 km-t, eredete Bihar megyében, Rézbánya környékén van. Keresztülfolyik Diófáson, Vaskohszikláson és Belényesen, majd magyar területen a Szanazugban összefolyik a Fehér-Körössel, s onnan Kettős-Körös néven folytatják útjukat. Teljes hossza: 168 km, ebből a magyarországi szakaszának hossza 20,5 km.
- A meder átlagos esése: 6 cm/km
- A víz átlagos sebessége: 0,8-1,4 km/óra
- A meder átlagos szélessége: 20 m
- A víz átlagos mélysége: 1,5–3 m

## Sebes-Körös
Romániában, a kalotaszegi dombvidéken, Körösfő /körös-fő/falutól 2 km-re nyugatra ered, forrása gránitkövekkel kirakott. A Körösvidék egyik fő folyója. Keresztülfolyik a Bihar megyei Nagyváradon. Délkelet-Magyarországon, Gyománál ömlik a Kettős-Körösbe. Nyáron oly kicsiny és oly szelíd, hogy esetenként egy gyermek is átgázolhat a felső szakaszán, de hirtelen hóolvadások, vagy nagy esőzések idején vad és gátat nem ismerő, mint a Tisza. A Sebes-Körös árhullámainak levonulását a Romániában lévő energetikai célú tározórendszer feltöltöttségi állapota és üzemeltetési stratégiája határozza meg. A tározórendszer működésének következtében a Sebes-Körös magyarországi szakaszának vízjárása lényegesen megváltozott. Ritkábbak és alacsonyabbak az árhullámok, rövidebbek és a régebbinél lényegesen bővizűbbek a kisvízi időszakok.
Teljes hossza: 209 km, ebből a magyarországi szakaszának hossza 58,6 km.
A magyarországi szakaszon, a Berettyó torkolata és Körösladány között duzzasztómű épült 1977-ben.
- A meder átlagos esése: 17,1 cm/km
- A víz átlagos sebessége: 2,8 km/óra
- A meder átlagos szélessége: 40 m
- A víz átlagos mélysége: 1,5–3 m; kisvíz időszakban: 0,5 m

A Sebes-Körös völgyének látványosságai:
- A körösrévi Zichy-barlang (cseppkőbarlang)
- A nagyváradi vár
- Vársonkolyos karsztforrása
- Mágor-puszta kunhalma

## Kettős-Körös
A Fehér-Körös és a Fekete-Körös szanazugi összefolyásából keletkezik, teljes hossza: 37,3 km. Amint a Fehér- és Fekete-Körös egymásba ömlik, Gyulavarsánd után mintegy tíz kilométeres szakaszon szinte nyílegyenesen halad a Kettős-Körös-csatorna egészen Békés városáig. Ez a vízszakasz a Békésnél 1968-ban átadott duzzasztómű miatt aránylag lassú lefolyású, s egyenes lévén hiányos ideális haltanyákban.
A duzzasztómű után a folyó kanyargósabbá válik, s egyúttal bőségesebb lesz a halállománya és színesebb a korábbi érdektelen, letarolt ártere is. Köröstarcsa után a folyó megtartja kanyargós jellegét, de egyre szaporodnak a kövezéssel védett éles kanyarulatok, amiket az arra járó horgásznak feltétlenül érdemes jó néhány próbadobással alaposan kitapasztalni.

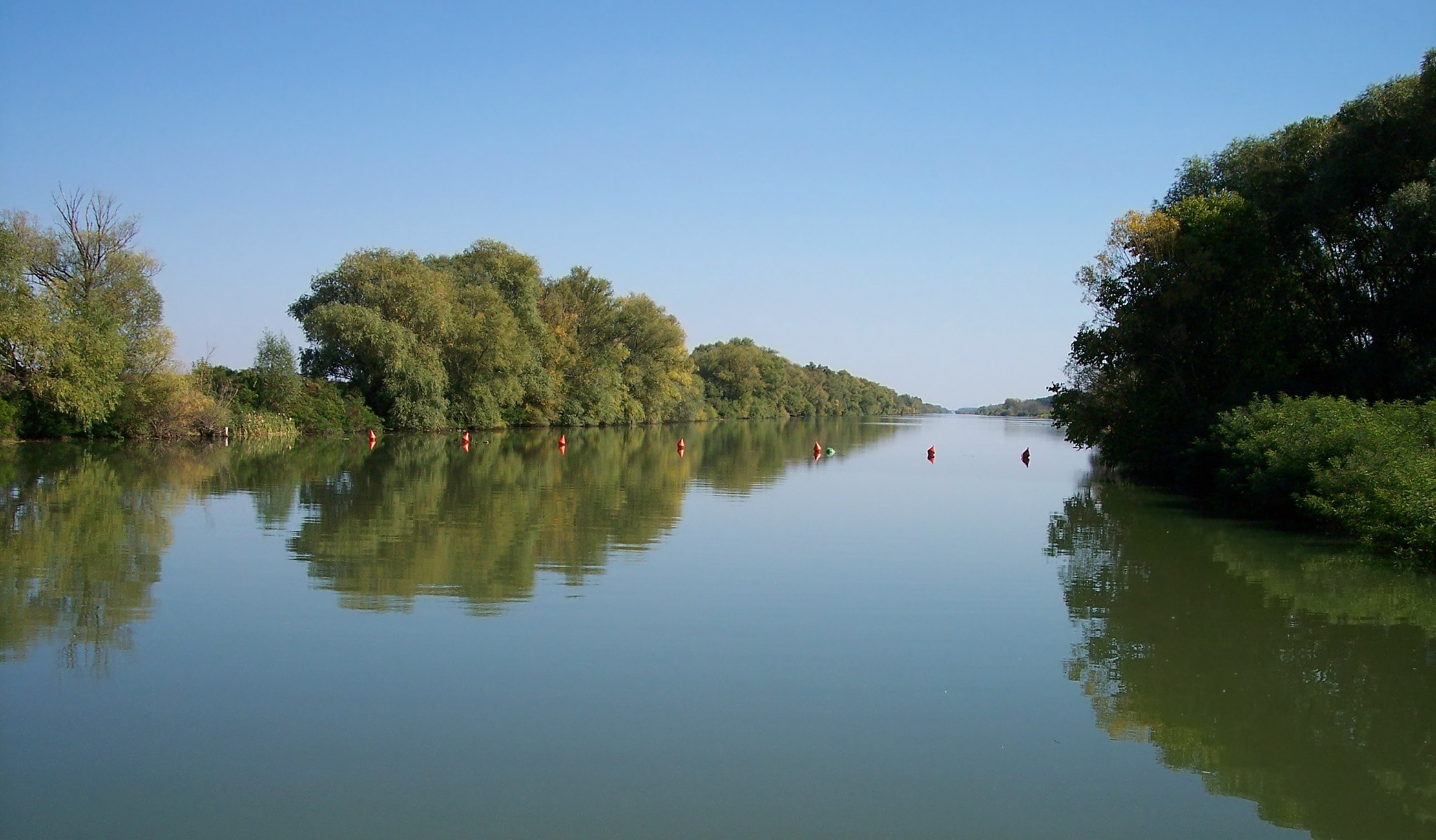
A Kettős-Körös Békésnél
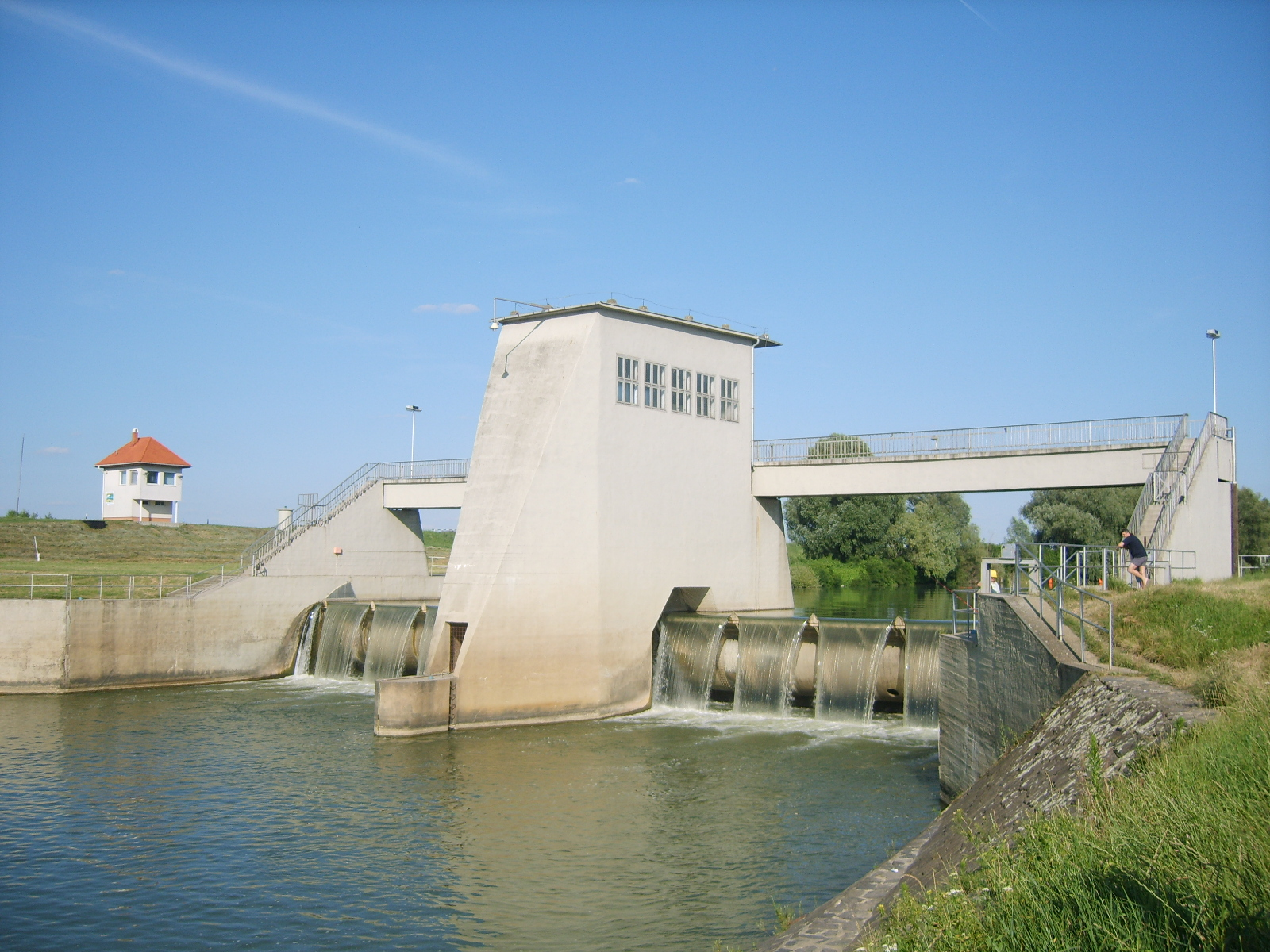
A békési duzzasztó a Kettős-Körösön
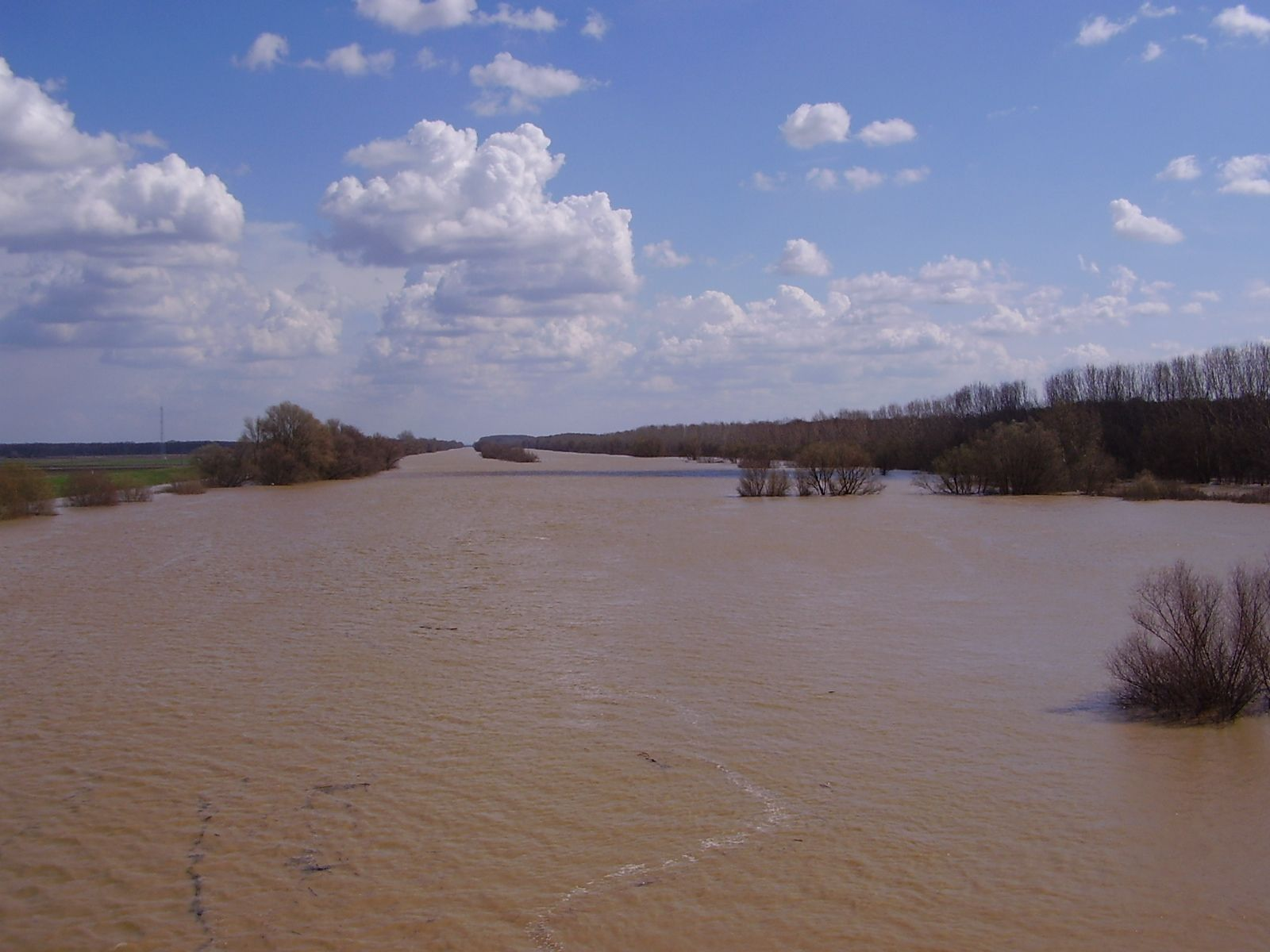
A Kettős-Körös a dobozi hídról, Szanazug felé, tavasszal, árvízkor
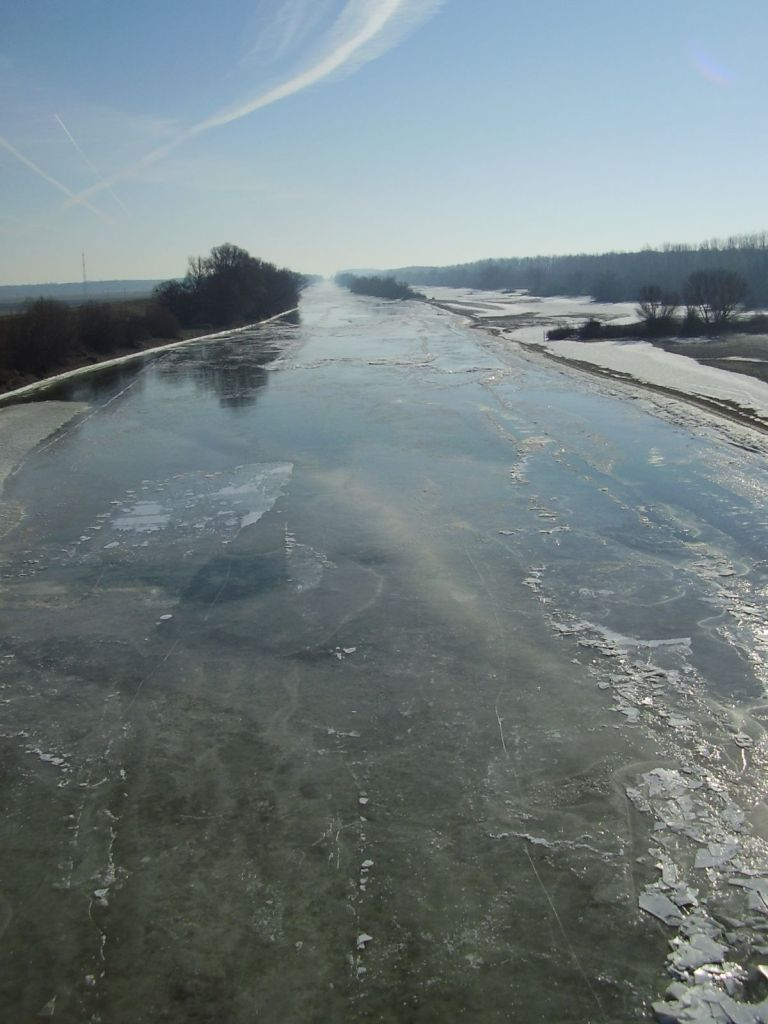
A Kettős-Körös a dobozi hídról, télen, befagyva

## Hármas-Körös

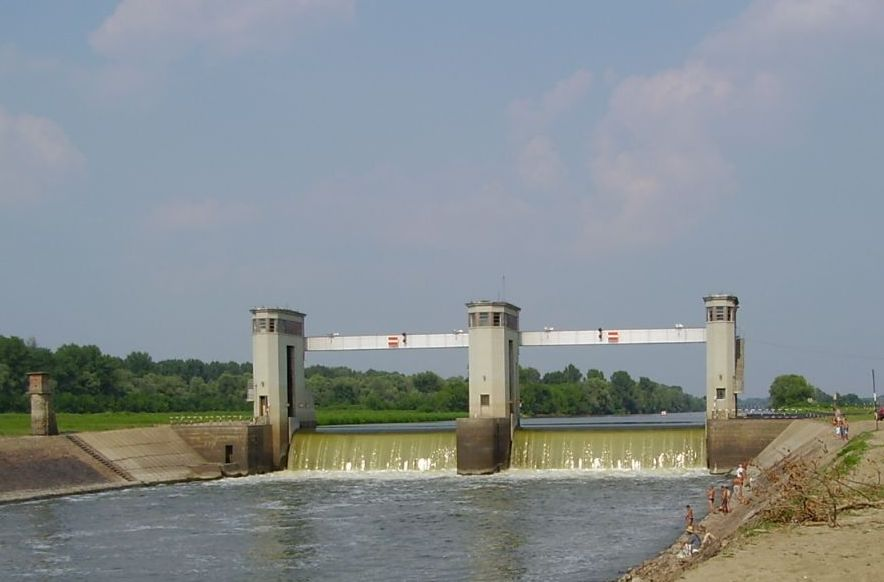
A Békésszentandrási duzzasztó a Hármas-Körösön

A Hármas-Körös egy magyarországi folyó, a Sebes-Körös és a Kettős-Körös összefolyásából keletkezik a 91,3 fkm-nél, teljes hossza: 91,3 km. Az egyetlen beletorkolló jelentősebb vízfolyás a Hortobágy-Berettyó. Csongrádnál ömlik a Tiszába a 243,6 fkm-nél. A torkolattól 5,6 km-re található a Bökényi duzzasztó.
- A meder átlagos esése: 10 cm/km
- A víz átlagos sebessége: 1,1 km/óra
- A meder átlagos szélessége: 70 m
- A víz átlagos mélysége: 3–4 m

A Hármas-Körös völgyének látványossága: Csörsz árka Körösladánytól északra.

## Kis-Körös-főcsatorna
A mesterségesen kialakított Kis-Körös-főcsatorna Nagyvárad mellől indul. Nagykereki mellett lépi át az országhatárt, majd Bojt, a Gűrűsszegi víztározó és Váncsod érintése után folyik a Berettyóba. Teljes hossza 37 km, a magyarországi szakasza 10,8 km. Tiszta vizű, időszakos folyású, sportolásra kevésbé alkalmas. A belvizek elvezetésére és öntözésre használják. 

Az élővilága gazdag, található benne csuka, sügér, fekete törpeharcsa, domolykó, küsz, karikakeszeg, compó, fenékjáró küllő, szivárványos ökle, réti csík és vágó csík is.